# Route 795 (Nouveau-Brunswick)
Pour les articles homonymes, voir Route 795.
La route 795 est une route locale du Nouveau-Brunswick située dans l'extrême sud de la province, 30 kilomètres à l'est de Saint Jean. Elle traverse une région essentiellement boisée. De plus, elle mesure 8 kilomètres, et est pavée sur toute sa longueur.

## Tracé
La 795 débute à Lepreau, à la jonction des routes 780 et 790, 1 kilomètre au sud de la sortie 86 de la route 1. Elle commence par se diriger vers l'est en étant parallèle à la route 1, en suivant celle-ci de près. Elle se termine près de Musquash, sur la route 790 à nouveau. 

## Intersections principales
La 795 ne possède aucune intersection majeure et mineure.